# Pocahontas (Iowa)
Pocahontas es una ciudad ubicada en el condado de Pocahontas en el estado estadounidense de Iowa. En el Censo de 2010 tenía una población de 1789 habitantes y una densidad poblacional de 342,46 personas por km².

## Geografía
Pocahontas se encuentra ubicada en las coordenadas 42°44′14″N 94°39′58″O / 42.73722, -94.66611. Según la Oficina del Censo de los Estados Unidos, Pocahontas tiene una superficie total de 5.22 km², de la cual 5.22 km² corresponden a tierra firme y (0%) 0 km² es agua.

## Demografía
Según el censo de 2010, había 1789 personas residiendo en Pocahontas. La densidad de población era de 342,46 hab./km². De los 1789 habitantes, Pocahontas estaba compuesto por el 98.32% blancos, el 0.34% eran afroamericanos, el 0.06% eran amerindios, el 0.06% eran asiáticos, el 0.11% eran isleños del Pacífico, el 0.11% eran de otras razas y el 1.01% pertenecían a dos o más razas. Del total de la población el 1.34% eran hispanos o latinos de cualquier raza.